# Pierrefitte-sur-Aire
Pierrefitte-sur-Aire is een gemeente in het Franse departement Meuse (regio Grand Est) en telt 267 inwoners (1999).
De gemeente maakt deel uit van het arrondissement Commercy en sinds maart 2015 van het toen opgerichte kanton Dieue-sur-Meuse. Daarvoor was het de hoofdplaats van het toen opgeheven kanton Pierrefitte-sur-Aire.

## Geografie
De oppervlakte van Pierrefitte-sur-Aire bedraagt 18,2 km², de bevolkingsdichtheid is 14,7 inwoners per km².
De plaats ligt aan de rivier de Aire.
De onderstaande kaart toont de ligging van Pierrefitte-sur-Aire met de belangrijkste infrastructuur en aangrenzende gemeenten.

## Demografie
Onderstaande figuur toont het verloop van het inwonertal (bron: INSEE-tellingen).